# Nati il 23 settembre
| Questa pagina contiene informazioni ricavate automaticamente dalle voci biografiche con l'ausilio del template Bio e di un bot. L'aggiornamento è periodico e automatico e ricostruisce completamente la pagina. Se manca una persona in questa lista, sei pregato di non aggiungerla, ma accertati piuttosto che la sua voce biografica contenga il template Bio e che i dati anagrafici siano correttamente compilati. Se il template Bio manca, inseriscilo tu stesso o, in alternativa, metti l'avviso {{tmp\|Bio}} che ne segnala la mancanza. Se i dati riportati sono sbagliati, correggi direttamente la voce biografica; le modifiche saranno visibili in questa lista entro pochi giorni. Per chiarimenti vedi il progetto biografie. La lista contiene solo le 1.222 persone che sono citate nell'enciclopedia e per le quali è stato implementato correttamente il template Bio. Pagina aggiornata al 13 ago 2025. |

## I secolo a.C.(1)
- 63 a.C. - Augusto, imperatore romano († 14)

## XII secolo(1)
- 1158 - Goffredo II di Bretagna, duca britannico († 1186)

## XIII secolo(2)
- 1215 - Kublai Khan, condottiero mongolo († 1294)
- 1291 - Boleslao III il Prodigo, nobile polacco († 1352)

## XV secolo(3)
- 1418 - Zanobi Machiavelli, pittore e miniaturista italiano († 1479)
- 1434 - Iolanda di Valois, duchessa († 1478)
- 1464 - Paola Gonzaga, nobile italiana († 1497)

## XVI secolo(9)
- 1505 - Anna di Laval, nobile francese († 1554)
- 1519 - Francesco di Borbone-Vendôme, principe francese († 1546)
- 1526 - Henry Manners, II conte di Rutland, nobile inglese († 1563)
- 1555 - Louise de Coligny, principessa († 1620)
- 1569 - Tachibana Ginchiyo, militare giapponese († 1602)
- 1583 - Cristiano II di Sassonia, nobile tedesco († 1611)
- 1596 - Joan Blaeu, cartografo e editore olandese († 1673)
- 1597 - Francesco Barberini, cardinale italiano († 1679)
- 1598 - Eleonora Gonzaga, principessa italiana († 1655)

## XVII secolo(16)
- 1605 - Daniel Czepko, poeta e mistico tedesco († 1660)
- 1609 - Ottavio Acquaviva d'Aragona, cardinale italiano († 1674)
- 1623 - Stefano degli Angeli, matematico e filosofo italiano († 1697)
- 1625 - Ferdinando Massimiliano di Baden-Baden, nobile tedesco († 1669)
- 1631 - Antonio Perez della Lastra, vescovo cattolico spagnolo († 1700)
- 1642 - Giovanni Maria Bononcini, violinista, compositore e teorico della musica italiano († 1678)
- 1647 - Federico VII di Baden-Durlach, sovrano († 1709)
- 1664 - Girolamo Alessandro Cappellari Vivaro, storico italiano († 1748)
- 1666 - Pietro Grassi, vescovo cattolico italiano († 1731)
- 1668 - Pompeo Aldrovandi, cardinale e arcivescovo cattolico italiano († 1752)
- 1677 - Antonio Cugini, architetto italiano († 1765)
- 1682 - Carlo I d'Assia-Philippsthal, nobile († 1770)
- 1689 - Antonio Denzio, tenore, impresario teatrale e librettista italiano
- 1690 - Giuseppe Bazzani, pittore italiano († 1769)
- 1694 - Giovanni Francesco Banchieri, cardinale italiano († 1763)
- 1697 - Giovanni Luca Pallavicini, nobile italiano († 1773)

## XVIII secolo(38)
- 1705 - Giuseppe d'Assia-Rotenburg, principe tedesco († 1744)
- 1709 - Giuseppe Simonetti, cardinale italiano († 1767)
- 1711 - Louis Nicolas du Muy, generale francese († 1775)
- 1713 - Ferdinando VI di Spagna, re spagnolo († 1759)
- 1714 - Eugenio Giovanni Francesco di Savoia-Soissons, nobile († 1734)
- 1715 - Anselmo Cattich, vescovo cattolico dalmata († 1792)
- 1718 - Joseph Philipp Franz von Spaur, vescovo cattolico austriaco († 1791)
- 1728 - Carlo Allioni, botanico e medico italiano († 1804)
- 1730 - Faizullah Khan Bahadur, principe indiano († 1793)
- 1735 - Thomas Martyn, botanico inglese († 1825)
- 1740 - Go-Sakuramachi, imperatrice giapponese († 1813)
- 1743 - Pompeo Baldasseroni, avvocato e giurista italiano († 1807)
- 1743 - Charles Combe, medico e numismatico britannico († 1817)
- 1746 - Jean-Charles de Coucy, arcivescovo cattolico francese († 1824)
- 1748 - Asaf-ud-Daula, sovrano indiano († 1797)
- 1748 - Paolo Greppi, diplomatico italiano († 1800)
- 1757 - Filippo Maria Albertino Bellenghi, arcivescovo cattolico e naturalista italiano († 1839)
- 1763 - Marc-Antoine Bonnin de la Bonninière de Beaumont, generale francese († 1830)
- 1768 - William Wallace, matematico e astronomo scozzese († 1843)
- 1771 - Kōkaku, imperatore giapponese († 1840)
- 1773 - Domenico Morichini, chimico e medico italiano († 1836)
- 1778 - Mariano Moreno, politico, giurista e giornalista argentino († 1811)
- 1781 - Charles Bagot, politico e diplomatico britannico († 1843)
- 1781 - Niccola Monti, pittore italiano († 1864)
- 1781 - Giuliana di Sassonia-Coburgo-Gotha, principessa († 1860)
- 1782 - Jacques Féréol Mazas, violinista francese († 1849)
- 1782 - Maximilian zu Wied-Neuwied, naturalista e etnologo tedesco († 1867)
- 1783 - Peter von Cornelius, pittore tedesco († 1867)
- 1783 - Jane Taylor, poetessa e scrittrice britannica († 1824)
- 1788 - Bento Gonçalves da Silva, militare, politico e rivoluzionario brasiliano († 1847)
- 1791 - Johann Franz Encke, astronomo tedesco († 1865)
- 1791 - Theodor Körner, poeta e patriota tedesco († 1813)
- 1795 - Wenceslas Bojer, esploratore e botanico ceco († 1856)
- 1795 - Per Georg Scheutz, avvocato e inventore svedese († 1873)
- 1799 - Charles Amyot, giurista e entomologo francese († 1866)
- 1799 - Federico Augusto di Anhalt-Dessau, principe tedesco († 1864)
- 1800 - William Holmes McGuffey, insegnante statunitense († 1873)
- 1800 - Modest Andreevič Korf, giurista, bibliotecario e scrittore russo († 1876)

## XIX secolo(161)
- 1802 - Carl Hasenpflug, pittore tedesco († 1858)
- 1802 - Carlo Macchi, vescovo cattolico italiano († 1873)
- 1803 - Jacques Crétineau-Joly, giornalista e storico francese († 1875)
- 1806 - Valentino Pasini, patriota e politico italiano († 1864)
- 1807 - Moritz Esterházy de Galantha, diplomatico e nobile austriaco († 1890)
- 1808 - Hermann Winterhalter, pittore tedesco († 1891)
- 1810 - Napoleone Salaghi, medico italiano († 1884)
- 1810 - Élisa Schlésinger, nobildonna francese († 1888)
- 1812 - Giuseppe Pisanelli, giurista e politico italiano († 1879)
- 1814 - Henri de Castellane, politico francese († 1847)
- 1816 - Elihu B. Washburne, politico statunitense († 1887)
- 1816 - Antonio Pasquale di Borbone-Due Sicilie, cavaliere italiano († 1843)
- 1818 - Elizabeth Sackville-West, duchessa di Bedford, nobildonna britannica († 1897)
- 1819 - Hippolyte Fizeau, fisico francese († 1896)
- 1822 - Gaetano Ferri, pittore e architetto italiano († 1896)
- 1824 - Domenico Mignanti, vescovo cattolico italiano († 1889)
- 1829 - Friedrich Dittes, educatore e pedagogista austriaco († 1896)
- 1829 - Hermann Müller, botanico tedesco († 1883)
- 1829 - Radama II, re malgascio († 1863)
- 1837 - Armand Gautier, biochimico francese († 1920)
- 1837 - Ernst Götzinger, filologo e insegnante svizzero († 1896)
- 1837 - Paul Kleinert, teologo tedesco († 1920)
- 1838 - Ismania Nugent, nobildonna irlandese († 1918)
- 1838 - Victoria Woodhull, attivista statunitense († 1927)
- 1840 - Henri-Léopold Lévy, pittore francese († 1904)
- 1841 - Konrad Fiedler, storico dell'arte tedesco († 1895)
- 1841 - Jacob Cornelis van Slee, teologo, presbitero e bibliotecario olandese († 1929)
- 1843 - Emily Warren Roebling, ingegnera statunitense († 1903)
- 1844 - Tommaso Gessi, nobile e politico italiano († 1913)
- 1844 - Max Noether, matematico tedesco († 1921)
- 1848 - Inigo Jones, generale britannico († 1914)
- 1849 - Camillo Tassi, avvocato e politico italiano († 1912)
- 1850 - Richard Hertwig, medico e zoologo tedesco († 1937)
- 1852 - James Carroll Beckwith, pittore statunitense († 1917)
- 1852 - William Stewart Halsted, chirurgo statunitense († 1922)
- 1852 - Fran Maselj-Podlimbarski, scrittore sloveno († 1917)
- 1853 - Fritz von Below, generale tedesco († 1918)
- 1853 - Maria Elisabetta di Sassonia-Meiningen, principessa († 1923)
- 1854 - Cornelis Lely, politico e ingegnere olandese († 1929)
- 1855 - Alexis André, scultore francese († 1935)
- 1856 - William Archer, drammaturgo, critico teatrale e traduttore inglese († 1924)
- 1856 - Karl Krumbacher, bizantinista e filologo classico tedesco († 1909)
- 1856 - Charles Barrett Lockwood, chirurgo e anatomista britannico († 1914)
- 1857 - Walter Rutherford, golfista scozzese († 1913)
- 1858 - Giuseppe de Nava, politico italiano († 1924)
- 1859 - Archie Hunter, calciatore scozzese († 1894)
- 1860 - Giuseppe Jatta, biologo e naturalista italiano († 1903)
- 1861 - Robert Bosch, imprenditore e inventore tedesco († 1942)
- 1861 - Joseph Alfred Micheler, generale francese († 1931)
- 1862 - Denis Auguste Duchêne, generale francese († 1950)
- 1862 - Ada Mangilli, pittrice italiana († 1935)
- 1862 - Camilla Del Soldato, scrittrice e traduttrice italiana († 1940)
- 1863 - Mary Church Terrell, attivista e giornalista statunitense († 1954)
- 1863 - Giuseppe Majorana, economista, statistico e politico italiano († 1940)
- 1863 - Achille Papa, generale italiano († 1917)
- 1863 - William Lutley Sclater, zoologo britannico († 1944)
- 1865 - Michele Falanga, pittore e poeta italiano († 1937)
- 1865 - Carlos Fernández Shaw, poeta e scrittore spagnolo († 1911)
- 1865 - Emma Orczy, scrittrice britannica († 1947)
- 1865 - Muhammad Rashid Rida, teologo siriano († 1935)
- 1865 - Suzanne Valadon, pittrice, modella e circense francese († 1938)
- 1866 - Antonio Andreoni, magistrato e politico italiano († 1948)
- 1866 - François Gagnepain, botanico francese († 1952)
- 1866 - Domenico Nuvoloni, avvocato e politico italiano († 1936)
- 1866 - Mariano Luigi Patrizi, medico italiano († 1935)
- 1866 - Maurizio Pellegrini, pittore italiano († 1935)
- 1866 - Maria Grazia Tarallo, religiosa italiana († 1912)
- 1866 - Julius von Schlosser, storico dell'arte austriaco († 1938)
- 1867 - Percy Grant, ammiraglio inglese († 1952)
- 1867 - Gemma Luziani, pianista italiana († 1894)
- 1867 - Caterina Panciera Besarel, imprenditrice e scultrice italiana († 1947)
- 1869 - Ma Qi, generale e politico cinese († 1931)
- 1869 - Mary Mallon, cuoca irlandese († 1938)
- 1871 - František Kupka, pittore ceco († 1957)
- 1872 - Marie Depage, infermiera belga († 1915)
- 1872 - Solomija Krušel'nyc'ka, cantante lirica ucraina († 1952)
- 1872 - Gedeon Richter, farmacista e imprenditore ungherese († 1944)
- 1872 - Carlo Sforza, nobile, diplomatico e politico italiano († 1952)
- 1873 - Giuseppe Raga, poeta italiano († 1957)
- 1874 - Frank Lane, velocista statunitense († 1927)
- 1874 - Michael Memelauer, vescovo cattolico austriaco († 1961)
- 1874 - Ernst Streeruwitz, politico austriaco († 1952)
- 1875 - Filippo De Nobili, scrittore italiano († 1962)
- 1876 - Carlo Bresciani, avvocato, giornalista e politico italiano († 1962)
- 1876 - Jack Clark, attore e regista statunitense († 1947)
- 1876 - Aleksandr Petrov, lottatore russo († 1941)
- 1876 - Brudenell White, generale australiano († 1940)
- 1877 - Egisto Bellini, architetto italiano († 1955)
- 1877 - Hans Petri, generale tedesco († 1945)
- 1877 - Léon Sée, schermidore e procuratore sportivo francese († 1960)
- 1878 - Mario Ferrigni, giornalista, critico d'arte e drammaturgo italiano († 1943)
- 1879 - Ragnar Berg, ginnasta e multiplista statunitense († 1950)
- 1879 - Sebastiano Bonfiglio, sindacalista e politico italiano († 1922)
- 1879 - Charles Camoin, pittore francese († 1965)
- 1880 - John Boyd Orr, politico e biologo scozzese († 1971)
- 1881 - Jindřich Baumruk, calciatore boemo († 1964)
- 1881 - Ronald Brebner, calciatore inglese († 1914)
- 1881 - Ehrhardt Post, scacchista tedesco († 1947)
- 1881 - Jack Reynolds, allenatore di calcio e calciatore inglese († 1962)
- 1881 - Luigi Serra, storico dell'arte, critico d'arte e museologo italiano († 1940)
- 1882 - Jacques Cariou, cavaliere francese († 1951)
- 1882 - Ali Fuat Cebesoy, generale e politico turco († 1968)
- 1882 - Alfred Harrison Joy, astronomo statunitense († 1973)
- 1883 - Károly Gundel, cuoco, imprenditore e scrittore ungherese († 1956)
- 1883 - Tefft Johnson, attore, regista e sceneggiatore statunitense († 1956)
- 1883 - Grigorij Evseevič Zinov'ev, rivoluzionario e politico sovietico († 1936)
- 1884 - Helmut Röpnack, calciatore tedesco († 1935)
- 1884 - Eugene Talmadge, politico statunitense († 1946)
- 1885 - Filippo Figari, pittore italiano († 1973)
- 1885 - Robert Liottel, schermidore francese († 1968)
- 1885 - Charles Henry O'Donoghue, zoologo britannico († 1961)
- 1886 - Achille Consoli, direttore di coro, direttore d'orchestra e compositore italiano († 1948)
- 1886 - Giovanni Sabelli, aviatore e militare italiano († 1917)
- 1887 - Wilhelm Hoegner, giudice e politico tedesco († 1980)
- 1887 - Alfieri Maserati, pilota automobilistico e imprenditore italiano († 1932)
- 1887 - Salvador Seguí, sindacalista e anarchico spagnolo († 1923)
- 1887 - Joachim Witthöft, generale tedesco († 1966)
- 1888 - Raffaele de Courten, ammiraglio e politico italiano († 1978)
- 1888 - Adolf Fischera, calciatore austriaco († 1938)
- 1889 - Stuart N. Lake, scrittore statunitense († 1964)
- 1889 - Walter Lippmann, giornalista e politologo statunitense († 1974)
- 1890 - Friedrich Paulus, generale tedesco († 1957)
- 1891 - Edgar Burgess, canottiere britannico († 1952)
- 1891 - Francesco Giangreco, generale italiano († 1980)
- 1891 - Gösta Holmér, multiplista, altista e ostacolista svedese († 1983)
- 1891 - Jules Humbert-Droz, politico, scrittore e giornalista svizzero († 1971)
- 1892 - Georgi Damjanov, politico bulgaro († 1958)
- 1892 - Lorenz Jäger, cardinale e arcivescovo cattolico tedesco († 1975)
- 1893 - Charles Carnegie, XI conte di Southesk, nobile scozzese († 1992)
- 1893 - Cläre Lotto, attrice e ballerina tedesca († 1952)
- 1893 - Ruth Renick, attrice statunitense († 1984)
- 1893 - Carles Riba, poeta e scrittore spagnolo († 1959)
- 1894 - Angelo Badini, calciatore argentino († 1921)
- 1894 - Cesáreo Galíndez, imprenditore spagnolo († 1990)
- 1894 - Albert Lewin, regista, sceneggiatore e produttore cinematografico statunitense († 1968)
- 1894 - Antonio Telesca, militare italiano († 1916)
- 1894 - Xavier de Courville, scrittore e storico francese († 1984)
- 1895 - Lino Aguirre García, vescovo cattolico messicano († 1975)
- 1895 - Umberto Calosso, giornalista e politico italiano († 1959)
- 1895 - Julian Scherner, generale tedesco († 1945)
- 1895 - Raffaele Tarantini, militare italiano († 1936)
- 1895 - Marjorie Whitaker, scrittrice inglese († 1976)
- 1896 - Antonietta Capelli, psichiatra e mistica italiana († 1974)
- 1896 - Armando Gambuti, calciatore italiano
- 1896 - Josef Gerö, dirigente sportivo e politico austriaco († 1954)
- 1896 - Mario Labroca, compositore e musicologo italiano († 1973)
- 1896 - Sam Millington, calciatore britannico
- 1897 - Enrico Carzino, calciatore italiano († 1965)
- 1897 - Paul Delvaux, pittore belga († 1994)
- 1897 - Henry Johansson, hockeista su ghiaccio svedese († 1979)
- 1897 - Georges Ory, giornalista e saggista francese († 1983)
- 1897 - Walter Pidgeon, attore canadese († 1984)
- 1898 - Gunnar Aspelin, storico della filosofia svedese († 1977)
- 1898 - Franz Xaver Fuhr, pittore tedesco († 1973)
- 1898 - Giulio Scardola, calciatore italiano
- 1898 - Jadwiga Smosarska, attrice polacca († 1971)
- 1898 - Heitor dos Prazeres, compositore, cantante e pittore brasiliano († 1966)
- 1899 - Thomas Campbell Clark, politico statunitense († 1977)
- 1899 - Max Henze, generale e poliziotto tedesco († 1951)
- 1899 - Louise Nevelson, scultrice ucraina († 1988)
- 1900 - David van Dantzig, matematico olandese († 1959)

## XX secolo(967)
- 1901 - Ruth Andreas-Friedrich, giornalista e scrittrice tedesca († 1977)
- 1901 - Jaroslav Seifert, poeta e giornalista ceco († 1986)
- 1902 - Nadežda Nikolaevna Koševerova, regista cinematografica sovietica († 1990)
- 1902 - Ion Gheorghe Maurer, avvocato e politico rumeno († 2000)
- 1902 - Concezio Petrucci, architetto e urbanista italiano († 1946)
- 1903 - Silvano Brengola, militare e marinaio italiano († 1991)
- 1903 - Brancaleone Cugusi, pittore italiano († 1942)
- 1903 - Gitanillo de Triana, torero spagnolo († 1931)
- 1903 - Tony Leach, calciatore inglese († 1970)
- 1903 - José Miracca, calciatore paraguaiano
- 1903 - Bayes Norton, velocista statunitense († 1967)
- 1903 - Lala Sjöqvist, tuffatrice svedese († 1964)
- 1903 - Alan Villiers, navigatore, scrittore e fotografo australiano († 1982)
- 1904 - Ibrahim Moustafa, lottatore egiziano († 1968)
- 1904 - Meyer Schapiro, storico dell'arte statunitense († 1996)
- 1904 - Robert Williams, attore statunitense († 1978)
- 1905 - Boris Balinsky, biologo e entomologo ucraino († 1997)
- 1905 - Atilio Bernasconi, calciatore argentino († 1971)
- 1905 - Tiny Bradshaw, direttore d'orchestra statunitense († 1958)
- 1906 - Mario Guizzardi, imprenditore e calciatore italiano († 1980)
- 1907 - Albert Ammons, pianista statunitense († 1949)
- 1907 - Dominique Dubarle, religioso e filosofo francese († 1987)
- 1907 - Phil Edwards, velocista, mezzofondista e medico canadese († 1971)
- 1907 - Herbert Kappler, militare, criminale di guerra e poliziotto tedesco († 1978)
- 1907 - Nicola Moscona, basso greco († 1975)
- 1907 - Jarmila Novotná, soprano e attrice ceca († 1994)
- 1907 - Pauline Réage, scrittrice francese († 1998)
- 1907 - Salvatore Valerio, partigiano italiano († 1944)
- 1907 - Duarte Nuno di Braganza, portoghese († 1976)
- 1908 - Luigi Bianchi, generale e aviatore italiano († 1997)
- 1908 - Alberto Cuello, calciatore argentino
- 1908 - Paolo Manaresi, pittore e incisore italiano († 1991)
- 1908 - Takashige Matsumoto, pallanuotista giapponese († 2001)
- 1908 - Nikolaj Semënovič Patoličev, politico sovietico († 1989)
- 1910 - Pierre Bitschiné, schermidore francese († 2001)
- 1910 - Acton Bjørn, designer danese († 1992)
- 1910 - Albertino Castellucci, politico italiano († 1980)
- 1910 - Lamberto Cesari, matematico italiano († 1990)
- 1910 - Venuto Lombatti, calciatore italiano († 1977)
- 1911 - Les Kuplic, cestista statunitense († 1968)
- 1911 - Amzie Moore, attivista statunitense († 1982)
- 1911 - Franz Wagner, calciatore e allenatore di calcio austriaco († 1974)
- 1912 - John W. Collins, scacchista statunitense († 2001)
- 1912 - Henri Ferrari, sollevatore francese († 1975)
- 1912 - Josif Papamihali, presbitero albanese († 1948)
- 1912 - Cirillo Perron, presbitero e alpinista italiano († 1996)
- 1912 - Tony Smith, scultore e architetto statunitense († 1980)
- 1913 - Luigi Caneppele, aviatore e militare italiano († 1942)
- 1913 - Vincenzo Cardone, politico italiano
- 1913 - Carl-Henning Pedersen, pittore danese († 2007)
- 1913 - Sándor Tarics, pallanuotista ungherese († 2016)
- 1913 - Tokutarō Ukon, calciatore giapponese († 1944)
- 1913 - Piera Verri, cestista italiana († 2006)
- 1914 - Omar Ali Saifuddien III, sovrano bruneiano († 1986)
- 1914 - Leonard Feather, giornalista e pianista britannico († 1994)
- 1915 - Julius Baker, flautista statunitense († 2003)
- 1915 - Sergio Bertoni, calciatore e allenatore di calcio italiano († 1995)
- 1915 - Aurelio Marchese, calciatore e allenatore di calcio italiano († 1996)
- 1915 - John Sheehan, chimico statunitense († 1992)
- 1915 - Clifford Shull, fisico statunitense († 2001)
- 1916 - Aldo Moro, politico e giurista italiano († 1978)
- 1916 - Ico Parisi, architetto, designer e fotografo italiano († 1996)
- 1916 - Giorgio Spini, storico italiano († 2006)
- 1917 - Andy Black, calciatore scozzese († 1989)
- 1917 - Mario Bussagli, orientalista italiano († 1988)
- 1917 - Asima Chatterjee, chimica indiana († 2006)
- 1917 - Cesare Gallea, calciatore e allenatore di calcio italiano († 2008)
- 1917 - Knut Haugland, esploratore norvegese († 2009)
- 1917 - Adriano Magi-Braschi, generale italiano († 1995)
- 1917 - Imre Németh, martellista ungherese († 1989)
- 1917 - El Santo, wrestler e attore cinematografico messicano († 1984)
- 1917 - Oberdan Troiani, direttore della fotografia italiano († 2005)
- 1918 - Giorgio Barsanti, calciatore italiano († 1994)
- 1918 - Anna Aleksandrovna Timofeeva-Egorova, aviatrice sovietica († 2009)
- 1918 - Ugo Lanza, imprenditore italiano († 1998)
- 1918 - Numa Monnard, calciatore svizzero († 2001)
- 1918 - Salvatore Pappalardo, cardinale e arcivescovo cattolico italiano († 2006)
- 1918 - Chet Tollstam, cestista statunitense († 2003)
- 1919 - Dino Felisetti, politico italiano († 2021)
- 1919 - Hyman Minsky, economista statunitense († 1996)
- 1919 - Vladimir Pogačić, regista cinematografico e sceneggiatore jugoslavo († 1999)
- 1920 - Aldo Donà, cantante italiano († 2011)
- 1920 - Charles E. Kelly, militare statunitense († 1985)
- 1920 - Marie Logoreci, cantante e attrice albanese († 1988)
- 1920 - Carl-Erik Ohlson, velista svedese († 2015)
- 1920 - Mickey Rooney, attore e comico statunitense († 2014)
- 1920 - Emanuele Tuccari, giurista e politico italiano († 2011)
- 1921 - Giuliana Bertea, cestista italiana († 2011)
- 1921 - Naoshi Kanno, aviatore e militare giapponese († 1945)
- 1922 - Joannis Avramidis, scultore sovietico († 2016)
- 1922 - Louise Latham, attrice statunitense († 2018)
- 1922 - Giovanni Nesti, cestista e allenatore di pallacanestro italiano († 2011)
- 1922 - Mario Vaghi, politico italiano († 1978)
- 1922 - Dario Zanelli, giornalista e critico cinematografico italiano († 2000)
- 1923 - Dino Ballarin, calciatore italiano († 1949)
- 1923 - Salvatore Carnevale, sindacalista e politico italiano († 1955)
- 1923 - Les Deaton, cestista e allenatore di pallacanestro statunitense († 1989)
- 1923 - Maria Di Maio, attrice e cantante italiana († 1995)
- 1923 - Muhammad Hassaneyn Haykal, giornalista egiziano († 2016)
- 1923 - Adolphe Hug, calciatore svizzero († 2006)
- 1923 - Sándor Kónya, tenore ungherese († 2002)
- 1923 - Gaetano Mancini, politico e dirigente pubblico italiano († 2012)
- 1923 - Giorgio Marincola, partigiano italiano († 1945)
- 1923 - Matt Mazza, cestista e allenatore di pallacanestro statunitense († 2003)
- 1923 - Gerardus Mooyman, militare e imprenditore olandese († 1987)
- 1923 - Bert Mozley, calciatore inglese († 2019)
- 1923 - Trần Độ, generale, politico e rivoluzionario vietnamita († 2002)
- 1923 - Marta Ortiz, cestista cilena
- 1923 - Giuseppe Sforza, cestista italiano († 1964)
- 1923 - David Turner, canottiere statunitense († 2015)
- 1924 - Ludwig Greve, partigiano, scrittore e bibliotecario tedesco († 1991)
- 1924 - Dino Restelli, giocatore di baseball statunitense († 2006)
- 1924 - Josef Samu, calciatore ungherese († 2008)
- 1925 - Angelo Acerbi, cardinale e arcivescovo cattolico italiano
- 1925 - Gastone De Nicolò, partigiano italiano († 1944)
- 1925 - Vittoria Ronchey, scrittrice e traduttrice italiana († 2022)
- 1925 - Eleonora Rossi Drago, attrice italiana († 2007)
- 1926 - Aage Birch, velista danese († 2017)
- 1926 - John Coltrane, sassofonista e compositore statunitense († 1967)
- 1926 - Valentin Kuzin, hockeista su ghiaccio sovietico († 1994)
- 1926 - Henry Silva, attore statunitense († 2022)
- 1927 - Anna Amendola, attrice italiana († 2019)
- 1927 - Thomas Vose Daily, vescovo cattolico statunitense († 2017)
- 1927 - Lester Randolph Ford Jr., matematico statunitense († 2017)
- 1927 - Klaus Heinrich, storico delle religioni e filosofo tedesco († 2020)
- 1927 - Abdel Khaliq Mahjub, politico sudanese († 1971)
- 1927 - Ennio Poleggi, storico dell'architettura italiano († 2017)
- 1927 - Nicola Quarta, politico italiano († 2020)
- 1928 - Ottavio Bugatti, allenatore di calcio e calciatore italiano († 2016)
- 1928 - Federico Coen, giornalista e politico italiano († 2012)
- 1928 - Julio Le Parc, scultore e pittore argentino
- 1928 - Jakob Miltz, calciatore tedesco († 1984)
- 1928 - Claudio Venanzetti, politico italiano († 2024)
- 1929 - James Carnegie, III duca di Fife, politico e nobile britannico († 2015)
- 1929 - Viktor Sarianidi, archeologo sovietico († 2013)
- 1930 - Edda Bresciani, egittologa e archeologa italiana († 2020)
- 1930 - Ray Charles, cantautore e pianista statunitense († 2004)
- 1930 - Mathew Cheriankunnel, vescovo cattolico indiano († 2022)
- 1930 - Don Edmunds, pilota automobilistico statunitense († 2020)
- 1930 - Charles B. Griffith, sceneggiatore, attore e regista statunitense († 2007)
- 1930 - Çelik Gülersoy, avvocato, scrittore e poeta turco († 2003)
- 1930 - Ivan Ivanovič Krasko, attore russo († 2025)
- 1930 - Albert Manent, poeta spagnolo († 2014)
- 1930 - Fabrizio Mioni, attore e designer italiano († 2020)
- 1931 - Ignatius Kutu Acheamphong, politico e generale ghanese († 1979)
- 1931 - William Andre, pentatleta statunitense († 2019)
- 1931 - Dean Kelley, cestista statunitense († 1996)
- 1931 - Tony Scala, cantante italiano († 2012)
- 1932 - Bernard Duc, fumettista e sceneggiatore francese († 1995)
- 1932 - Sergio Brighenti, calciatore e allenatore di calcio italiano († 2022)
- 1932 - Guido Gratton, calciatore e allenatore di calcio italiano († 1996)
- 1932 - Marjan Kandus, cestista jugoslavo († 2024)
- 1932 - Georg Keßler, allenatore di calcio tedesco
- 1932 - Manuel Usher, cestista e allenatore di pallacanestro uruguaiano († 2020)
- 1933 - Alberto Asor Rosa, critico letterario, storico della letteratura e saggista italiano († 2022)
- 1933 - Lina Medina, peruviana
- 1934 - Per Olov Enquist, scrittore, sceneggiatore e giornalista svedese († 2020)
- 1934 - John Mortimore, calciatore e allenatore di calcio inglese († 2021)
- 1934 - Gino Paoli, cantautore, musicista e ex politico italiano
- 1934 - Franc Rodé, cardinale e arcivescovo cattolico sloveno
- 1934 - Ahmad Shah Khan, afghano († 2024)
- 1934 - Fisher Tull, compositore, arrangiatore e trombettista statunitense († 1994)
- 1935 - Paul Barnett, presbitero e biblista australiano
- 1935 - Prem Chopra, attore indiano
- 1935 - Les McCann, pianista, compositore e cantante statunitense († 2023)
- 1935 - Margarita Nikolaeva, ginnasta sovietica († 1993)
- 1935 - Ron Tindall, allenatore di calcio e calciatore inglese († 2012)
- 1936 - Rink Babka, discobolo statunitense († 2022)
- 1936 - Pete Brennan, cestista statunitense († 2012)
- 1936 - Fiorella Cova, ballerina italiana
- 1936 - George Eastham, calciatore e allenatore di calcio inglese († 2024)
- 1936 - Roland Guillas, calciatore francese († 2022)
- 1936 - Franco Mora, ex hockeista su pista e allenatore di hockey su pista italiano
- 1936 - Valentín Paniagua, politico peruviano († 2006)
- 1936 - Eugène Saccomano, scrittore e telecronista sportivo francese († 2019)
- 1936 - Massimo Luigi Salvadori, storico e politico italiano
- 1936 - Sylvain Saudan, scialpinista e alpinista svizzero († 2024)
- 1937 - Lorraine Coghlan, ex tennista australiana
- 1937 - Alice Domon, monaca cristiana francese († 1977)
- 1937 - Aleksandr Medakin, calciatore sovietico († 1993)
- 1937 - Albrecht Noth, islamista e storico tedesco († 1999)
- 1937 - José Sacristán, attore spagnolo
- 1937 - Edmondo Turci, ingegnere e scrittore italiano
- 1937 - Martin Litchfield West, filologo classico e grecista britannico († 2015)
- 1938 - Hartwig Altenmüller, egittologo tedesco
- 1938 - Anna Maria Bisi, archeologa italiana († 1990)
- 1938 - Vittorino Calloni, calciatore e allenatore di calcio italiano († 2004)
- 1938 - Giovanni Cantoni, scrittore italiano († 2020)
- 1938 - Tom Lester, attore statunitense († 2020)
- 1938 - Jean-Claude Mézières, fumettista francese († 2022)
- 1938 - Maria Perschy, attrice austriaca († 2004)
- 1938 - Romy Schneider, attrice austriaca († 1982)
- 1938 - Joseph D. Sneed, fisico e filosofo statunitense († 2020)
- 1938 - Giuseppe Tomassini, matematico italiano
- 1939 - Roy Buchanan, chitarrista statunitense († 1988)
- 1939 - Libero Casali, ex tiratore a segno sammarinese
- 1939 - Maria Pia Di Meo, attrice, doppiatrice e direttrice del doppiaggio italiana
- 1939 - Janusz Gajos, attore polacco
- 1939 - Armando Umberto Gianni, vescovo cattolico italiano
- 1939 - Joan Hanham, politica britannica († 2025)
- 1939 - Mohammed Lawal, ex calciatore nigeriano
- 1939 - Marvel Moreno, scrittrice colombiana († 1995)
- 1939 - Rolf Birger Pedersen, calciatore norvegese († 2001)
- 1939 - Erik Petersen, canottiere danese († 2025)
- 1939 - Rosario Priore, magistrato italiano
- 1939 - Anthony D. Smith, antropologo e sociologo britannico († 2016)
- 1939 - Sonny Vaccaro, dirigente d'azienda e docente statunitense
- 1940 - Patrick Carnegy, XV conte di Northesk, giornalista scozzese
- 1940 - Giulio Cozzari, politico italiano († 2015)
- 1940 - Aldo Forbice, conduttore radiofonico e giornalista italiano († 2021)
- 1940 - Gerhard Hennige, ex ostacolista e velocista tedesco
- 1940 - Adnan Khairallah, generale e politico iracheno († 1989)
- 1940 - Crescenzo Langella, clarinettista, compositore e docente italiano († 2023)
- 1940 - Antony Polonsky, storico sudafricano
- 1940 - Bernard Pomerance, drammaturgo statunitense († 2017)
- 1940 - Tim Rose, cantautore statunitense († 2002)
- 1940 - Mohammad-Reza Shajarian, cantante e musicista iraniano († 2020)
- 1940 - Hans Siemensmeyer, ex calciatore tedesco
- 1940 - Michel Temer, avvocato e ex politico brasiliano
- 1940 - Dick Thornett, rugbista a 13, rugbista a 15 e pallanuotista australiano († 2011)
- 1941 - Renato Curcio, ex terrorista italiano
- 1941 - Luis Durnwalder, politico italiano
- 1941 - George Jackson, attivista statunitense († 1971)
- 1941 - Navanethem Pillay, magistrata sudafricana
- 1941 - Catherine Ribeiro, cantante e attrice francese († 2024)
- 1941 - Bob Vogel, ex giocatore di football americano statunitense
- 1941 - Norma Winstone, cantautrice britannica
- 1942 - Sila María Calderón, politica portoricana
- 1942 - Benedetta Craveri, critica letteraria, scrittrice e saggista italiana
- 1942 - Giorgio Luraschi, giurista italiano († 2011)
- 1942 - Paila Pavese, doppiatrice, direttrice del doppiaggio e attrice italiana († 2024)
- 1942 - Jeremy Steig, compositore e flautista statunitense († 2016)
- 1943 - Steve Boone, cantautore e bassista statunitense
- 1943 - Mark Cejtlin, scacchista russo († 2022)
- 1943 - Bob Clement, politico statunitense
- 1943 - Rosanna Contardo, ex nuotatrice italiana
- 1943 - Gaby Dohm, attrice austriaca
- 1943 - Pietro Ferrara, politico italiano
- 1943 - Riccardo Gallo, economista italiano
- 1943 - Tony Hymas, tastierista, pianista e compositore inglese
- 1943 - Julio Iglesias, cantante spagnolo
- 1943 - Anders Kulläng, pilota di rally svedese († 2012)
- 1943 - Ignacio Prieto, ex calciatore cileno
- 1943 - Marty Schottenheimer, giocatore di football americano e allenatore di football americano statunitense († 2021)
- 1943 - Tanuja, attrice indiana
- 1943 - Vera Zamagni, storica italiana
- 1944 - Eric Bogle, cantautore scozzese
- 1944 - John Frazier, effettista statunitense
- 1944 - Petrus Nottet, ex pattinatore di velocità su ghiaccio olandese
- 1944 - Loren Shriver, ex astronauta statunitense
- 1945 - Charles Beasley, cestista statunitense († 2015)
- 1945 - Corrado Castellari, cantautore, compositore e chitarrista italiano († 2013)
- 1945 - Pedro Graffigna, ex calciatore uruguaiano
- 1945 - Igor' Sergeevič Ivanov, politico russo
- 1945 - Paul Petersen, attore e cantante statunitense
- 1945 - Sandro Quintarelli, ex ciclista su strada italiano
- 1945 - Alfonso Silba, pittore e scultore italiano
- 1946 - Enrico Catuzzi, allenatore di calcio e calciatore italiano († 2006)
- 1946 - Paolo Del Mese, politico italiano
- 1946 - Franz Fischler, politico austriaco
- 1946 - Gerlando Gatto, giornalista italiano
- 1946 - Valerij Karasëv, ex ginnasta sovietico
- 1946 - Bernard Maris, economista e giornalista francese († 2015)
- 1946 - Jim McCalliog, ex calciatore e allenatore di calcio scozzese
- 1946 - John Napier, ex calciatore nordirlandese
- 1946 - Giuliano Pedulli, politico italiano
- 1946 - Roger Rossat-Mignod, ex sciatore alpino francese
- 1947 - Titta Colleoni, musicista, compositore e pianista italiano († 2025)
- 1947 - Christian Escoudé, chitarrista francese († 2024)
- 1947 - Don Grolnick, tastierista e compositore statunitense († 1996)
- 1947 - Caroline Lagerfelt, attrice statunitense
- 1947 - Mary Kay Place, attrice statunitense
- 1947 - Francine Racette, attrice canadese
- 1947 - Maria Luisa Sangiorgio, politica italiana
- 1947 - Riccardo Sessa, diplomatico italiano
- 1947 - Neal Smith, batterista statunitense
- 1948 - Valerio Bettoni, politico italiano
- 1948 - Jimmy Briffa, ex calciatore maltese
- 1948 - Gaston Gambor, cestista centrafricano († 2019)
- 1948 - Mirosław Justek, calciatore polacco († 1998)
- 1948 - José Lavat, doppiatore messicano († 2018)
- 1948 - Al Lawson, politico statunitense
- 1948 - Vera Nikolić, mezzofondista jugoslava († 2021)
- 1948 - Dan Toler, chitarrista statunitense († 2013)
- 1949 - Giulia Alberico, scrittrice italiana
- 1949 - Juan Manuel Asensi, ex calciatore spagnolo
- 1949 - Floella Benjamin, attrice, conduttrice televisiva e scrittrice trinidadiana
- 1949 - Giovanni Paolo Benotto, arcivescovo cattolico italiano
- 1949 - Patrick Blossier, direttore della fotografia francese
- 1949 - John Connaughton, calciatore inglese († 2022)
- 1949 - Quini, calciatore spagnolo († 2018)
- 1949 - Teresa Halik, filologa polacca († 2015)
- 1949 - Jerry B. Jenkins, scrittore statunitense
- 1949 - William Legge, X conte di Dartmouth, politico e nobile britannico
- 1949 - Pedro César Ferrer Cardoso, ex cestista brasiliano
- 1949 - Bruce Springsteen, cantautore e chitarrista statunitense
- 1950 - Alexandre Adler, storico e giornalista francese († 2023)
- 1950 - Antonio Borriello, saggista italiano
- 1950 - Ilona Grübel, attrice tedesca
- 1950 - Timothy J. Keller, teologo e saggista statunitense († 2023)
- 1950 - Carlos Kirmayr, ex tennista brasiliano
- 1950 - Dietmar Lorenz, judoka tedesco († 2021)
- 1950 - Hans Lund, giocatore di poker statunitense († 2009)
- 1950 - Hanon Reznikov, attore e regista teatrale statunitense († 2008)
- 1950 - David Torosjan, ex pugile sovietico
- 1950 - Miodrag Vesković, allenatore di pallacanestro jugoslavo
- 1951 - Claude Berrou, ingegnere francese
- 1951 - Joško Gluić, ex calciatore jugoslavo
- 1951 - Milko Kalajdžiev, cantante bulgaro
- 1951 - Ron Klink, politico statunitense
- 1951 - Milan Nový, ex hockeista su ghiaccio ceco
- 1951 - Jeff Squire, ex rugbista a 15 britannico
- 1951 - Carlos Holmes Trujillo, politico e diplomatico colombiano († 2021)
- 1951 - Brett Tuggle, tastierista statunitense († 2022)
- 1951 - Daniel Vannet, ex cestista uruguaiano
- 1952 - Daniel Blumenthal, pianista e docente tedesco
- 1952 - Victoria Catlin, attrice statunitense († 2024)
- 1952 - Elisabeth Demleitner, ex slittinista tedesca occidentale
- 1952 - Guillaume Durand, giornalista francese
- 1952 - Pietro Fontanini, politico italiano
- 1952 - David Jensen, attore statunitense
- 1952 - Graziano Maffioli, politico italiano
- 1952 - Massimo Rinaldi, doppiatore, direttore del doppiaggio e attore italiano
- 1952 - Rolf Smedvig, trombettista statunitense († 2015)
- 1952 - John Willis, ex cestista statunitense
- 1953 - Abderraouf Ben Aziza, ex calciatore tunisino
- 1953 - Kenny Burns, ex calciatore scozzese
- 1953 - Åge Hareide, allenatore di calcio e ex calciatore norvegese
- 1953 - Diz Minnitt, bassista e compositore britannico
- 1954 - John Baker Saunders, musicista statunitense († 1999)
- 1954 - Cherie Blair, avvocatessa britannica
- 1954 - Vito Di Tano, ciclocrossista e ciclista su strada italiano († 2025)
- 1954 - Mercedes Erra, imprenditrice francese
- 1954 - Giovanni Lombardo Radice, attore e sceneggiatore italiano († 2023)
- 1954 - Melanie Skillman, ex arciera statunitense
- 1954 - George C. Wolfe, regista, drammaturgo e librettista statunitense
- 1955 - Sergio Della Sala, neuroscienziato italiano
- 1955 - David Hammerstein Mintz, politico spagnolo
- 1955 - Jason Lewis, politico statunitense
- 1955 - Eleonora Lo Curto, politica e dirigente pubblica italiana
- 1955 - Rosa Pianeta, attrice italiana
- 1955 - José Ramón Prado Bugallo, criminale spagnolo
- 1955 - Peter Roe, ex calciatore inglese
- 1955 - Kumar Sanu, cantante indiano
- 1955 - John Schuhmacher, ex giocatore di football americano statunitense
- 1955 - Francesco Uguagliati, allenatore di atletica leggera e dirigente sportivo italiano
- 1955 - Ye Xiaogang, compositore cinese
- 1956 - Raffaele Baldassarre, politico italiano († 2018)
- 1956 - Remo Bassini, scrittore e giornalista italiano
- 1956 - Terry Bullivant, allenatore di calcio e ex calciatore inglese
- 1956 - Lilli Carati, attrice italiana († 2014)
- 1956 - Peter David, scrittore e fumettista statunitense († 2025)
- 1956 - Jean-Luc Fournier, ex sciatore alpino svizzero
- 1956 - Maren Jensen, attrice e modella statunitense
- 1956 - Judit Medgyesi, ex cestista ungherese
- 1956 - Mait Riisman, pallanuotista sovietico († 2018)
- 1956 - Paolo Rossi, calciatore italiano († 2020)
- 1957 - Suzanne von Borsody, attrice tedesca
- 1957 - Rosalind Chao, attrice statunitense
- 1957 - Valentin Deliminkov, ex calciatore bulgaro
- 1957 - Ron Kauk, arrampicatore e alpinista statunitense
- 1957 - Adam Marjam, ex calciatore kuwaitiano
- 1957 - Al Richardson, ex giocatore di football americano statunitense
- 1957 - Ronald Rychlak, avvocato, docente e storico statunitense
- 1958 - Ray Blume, ex cestista statunitense
- 1958 - Nicole Elgrissy, scrittrice e attivista marocchina
- 1958 - Danielle Dax, musicista inglese
- 1958 - Marvin Lewis, ex giocatore di football americano e allenatore di football americano statunitense
- 1958 - Dīmītrīs Misos, ex calciatore cipriota
- 1958 - Giorgio Nardone, psicologo e pedagogo italiano
- 1958 - Andrea Pieroni, politico italiano
- 1958 - Crissy Rock, attrice britannica
- 1958 - Scott Shaw, scrittore e regista statunitense
- 1958 - Michele Tomaszek, presbitero polacco († 1991)
- 1959 - Jason Alexander, attore e regista teatrale statunitense
- 1959 - Tinì Cansino, showgirl, attrice e opinionista greca
- 1959 - Mauro Fabi, giornalista, scrittore e poeta italiano
- 1959 - Kamui Fujiwara, fumettista e character designer giapponese
- 1959 - Andrea Fusco, conduttore televisivo, telecronista sportivo e giornalista italiano
- 1959 - Hortência de Fátima Marcari, ex cestista brasiliana
- 1959 - Andrea Orsini, politico italiano
- 1959 - Elizabeth Peña, attrice statunitense († 2014)
- 1959 - Luigi Piccioni, storico italiano
- 1959 - Fernando Romay, ex cestista e ex giocatore di football americano spagnolo
- 1960 - J.J. Anderson, ex cestista e allenatore di pallacanestro statunitense
- 1960 - Paulo Bonamigo, allenatore di calcio e ex calciatore brasiliano
- 1960 - Rui Campos do Nascimento, ex pallavolista brasiliano
- 1960 - Nicola Carlone, ammiraglio italiano
- 1960 - Steve Conte, chitarrista e cantante statunitense
- 1960 - Gianpiero Dalla Zuanna, politico e statistico italiano
- 1960 - Barbara Mensing, arciera tedesca
- 1960 - Luis Moya, ex copilota di rally spagnolo
- 1960 - Carlo Sabatini, allenatore di calcio italiano
- 1960 - Verónica Llinás, attrice argentina
- 1961 - Gintaras Grušas, arcivescovo cattolico lituano
- 1961 - Bruce Cohen, produttore cinematografico statunitense
- 1961 - Milena Gasperoni, politica sammarinese
- 1961 - Gianni Guardigli, drammaturgo italiano
- 1961 - Chi McBride, attore statunitense
- 1961 - William McCool, astronauta statunitense († 2003)
- 1961 - Enzo Raisi, politico italiano
- 1961 - Walter Sordi, collaboratore di giustizia e ex terrorista italiano
- 1961 - Mercedes del Risco, ex schermitrice cubana
- 1962 - Stefano Andreucci, fumettista italiano
- 1962 - Cosimo Fusco, attore italiano
- 1962 - John Harbaugh, ex giocatore di football americano e allenatore di football americano statunitense
- 1962 - Gabriella Lunghi, conduttrice televisiva e cantante italiana
- 1962 - Paulo Ricardo, cantante, compositore e attore brasiliano
- 1962 - Jack Pierce, ex ostacolista statunitense
- 1963 - Kaori Chikaishi, ex cestista giapponese
- 1963 - Vitaliano Della Sala, presbitero italiano
- 1963 - Michael Franks, ex velocista statunitense
- 1963 - Erik Östlund, ex fondista svedese
- 1963 - Rocco Pagano, ex calciatore italiano
- 1963 - Alex Proyas, regista, sceneggiatore e produttore cinematografico australiano
- 1963 - Gabriele Reinsch, ex discobola e pesista tedesca
- 1963 - Kevin Rogers, ex calciatore gallese
- 1963 - Romeo Toffanetti, fumettista italiano
- 1963 - Ferdinando Vicentini Orgnani, regista, sceneggiatore e produttore cinematografico italiano
- 1963 - Michiru Yamane, compositrice e musicista giapponese
- 1964 - Augusto Binelli, ex cestista e allenatore di pallacanestro italiano
- 1964 - Clayton Blackmore, allenatore di calcio e ex calciatore gallese
- 1964 - Erik Dellums, attore e doppiatore statunitense
- 1964 - Diane Dixon, ex velocista statunitense
- 1964 - Daniele Farina, attivista e politico italiano
- 1964 - Jim Farmer, ex cestista e allenatore di pallacanestro statunitense
- 1964 - Josefa Idem, ex canoista e politica tedesca
- 1964 - Koshi Inaba, cantante e polistrumentista giapponese
- 1964 - Larry Krystkowiak, ex cestista e allenatore di pallacanestro statunitense
- 1964 - Claudio Miranda, direttore della fotografia cileno
- 1964 - Katie Mitchell, regista teatrale inglese
- 1964 - Omar Monestier, giornalista italiano († 2022)
- 1964 - Graziano Salvadori, comico, cabarettista e regista italiano
- 1964 - Bruno Solo, conduttore televisivo, attore e scrittore francese
- 1965 - Brad Armstrong, attore pornografico canadese
- 1965 - Qairat Bäikenov, ex giocatore di calcio a 5 kazako
- 1965 - Gérson da Silva, calciatore brasiliano († 1994)
- 1965 - Aleqa Hammond, politica groenlandese
- 1965 - Manfred Kastl, ex calciatore tedesco
- 1965 - Tom Malinowski, politico statunitense
- 1965 - Menotti, fumettista e sceneggiatore italiano
- 1965 - Diana Peñalver, attrice spagnola
- 1965 - Manvendra Singh Gohil, politico e attivista indiano
- 1965 - Usmon Toshev, dirigente sportivo, allenatore di calcio e ex calciatore uzbeko
- 1965 - Viero Vignoli, allenatore di calcio e ex calciatore italiano
- 1965 - Pasquale Vitagliano, poeta e scrittore italiano
- 1965 - Wang Haibo, ex cestista cinese
- 1965 - Mark Woodforde, allenatore di tennis e ex tennista australiano
- 1966 - Diego Bortoluzzi, ex calciatore e allenatore di calcio italiano
- 1966 - Chu Yue Tai, ex calciatore e ex giocatore di calcio a 5 hongkonghese
- 1966 - Héctor David García Osorio, vescovo cattolico honduregno
- 1966 - Tony Gómez, ex calciatore uruguaiano
- 1966 - Yoshinori Kitase, autore di videogiochi giapponese
- 1966 - Tony Mandarich, ex giocatore di football americano canadese
- 1966 - Zsolt Petry, ex calciatore ungherese
- 1966 - Michelangelo Ricci, regista, poeta e drammaturgo italiano
- 1966 - Beatrice Ring, attrice francese
- 1966 - Gunnar Samuelsson, teologo svedese
- 1967 - Robert Gerald Casey, arcivescovo cattolico statunitense
- 1967 - Cristina Donà, cantautrice italiana
- 1967 - Yannick Haenel, scrittore francese
- 1967 - Masashi Nakayama, ex calciatore giapponese
- 1967 - Christian Reich, bobbista svizzero
- 1967 - Jenna Stern, attrice e doppiatrice statunitense
- 1967 - Chris Wilder, allenatore di calcio e ex calciatore inglese
- 1967 - Željko Župetić, ex calciatore croato
- 1968 - Kazushige Abe, scrittore giapponese
- 1968 - Mihajlo Biberčić, allenatore di calcio e ex calciatore serbo
- 1968 - DOA, scrittore e scenografo francese
- 1968 - Liam Daish, allenatore di calcio e ex calciatore inglese
- 1968 - Daniel Dumitrescu, pugile rumeno
- 1968 - Nebojša Gudelj, allenatore di calcio e ex calciatore serbo
- 1968 - Mariann Horváth, ex schermitrice ungherese
- 1968 - Guy M'Bongo, ex cestista centrafricano
- 1968 - Rolando Martín, ex rugbista a 15, allenatore di rugby a 15 e imprenditore argentino
- 1968 - Gianluca Pianegonda, ex ciclista su strada italiano
- 1968 - Adam Price, politico gallese
- 1968 - Sydnee Steele, sessuologa, attivista e ex attrice pornografica statunitense
- 1968 - Michelle Thomas, attrice statunitense († 1998)
- 1968 - Erik Weihenmayer, alpinista statunitense
- 1968 - Wendelin Werner, matematico tedesco
- 1969 - Raffaella Bergé, attrice e personaggio televisivo italiano
- 1969 - Crispin Bonham-Carter, attore e regista teatrale inglese
- 1969 - DJ Champion, musicista e compositore canadese
- 1969 - Patrick Fiori, cantante francese
- 1969 - Luca Gianfrancesco, regista, montatore e produttore cinematografico italiano
- 1969 - Patrik Hansson, allenatore di calcio e ex calciatore svedese
- 1969 - Collin Mitchell, ex giocatore di curling canadese
- 1969 - Zane Moosa, ex calciatore sudafricano
- 1969 - Junior Kelly, cantante giamaicano
- 1969 - Gerhard Poschner, ex calciatore e dirigente sportivo tedesco
- 1969 - Mauricio Ramos, ex calciatore boliviano
- 1969 - Michael Rich, ex ciclista su strada tedesco
- 1969 - Silvia Seidel, attrice tedesca († 2012)
- 1969 - Jan Suchopárek, allenatore di calcio e ex calciatore ceco
- 1969 - Anju Suzuki, attrice, cantante e conduttrice televisiva giapponese
- 1969 - Grazia Vittadini, dirigente d'azienda italiana
- 1970 - Ed Book, ex cestista statunitense
- 1970 - Marcelo Capalbo, ex cestista e allenatore di pallacanestro uruguaiano
- 1970 - Lucia Cifarelli, cantante statunitense
- 1970 - Ani DiFranco, cantautrice e chitarrista statunitense
- 1970 - Matt Nover, allenatore di pallacanestro e ex cestista statunitense
- 1970 - Snežana Pajkić, ex mezzofondista serba
- 1970 - Andrea Romeo, dirigente sportivo e ex arbitro di calcio italiano
- 1970 - Wolfgang Schmidt, politico tedesco
- 1970 - Randy Woods, ex cestista statunitense
- 1971 - Vladimir Bolea, politico moldavo
- 1971 - Fabio Celoni, fumettista italiano
- 1971 - Oleg Cokov, generale russo († 2023)
- 1971 - Hafiz Hafeezur Rehman, politico pakistano
- 1971 - Lee Mi-yeon, attrice sudcoreana
- 1971 - Cuonzo Martin, ex cestista e allenatore di pallacanestro statunitense
- 1971 - Eric Montross, cestista statunitense († 2023)
- 1971 - Natalino Scorza, giocatore di biliardo italiano
- 1971 - Sean Spicer, politico e manager statunitense
- 1972 - Mariana Alves, giudice di tennis portoghese
- 1972 - Sam Bettens, cantante e musicista belga
- 1972 - Umaro Sissoco Embaló, politico e militare guineense
- 1972 - Luca Giacomin, ex arbitro di calcio a 5 italiano
- 1972 - Mateo Gil, sceneggiatore e regista spagnolo
- 1972 - Galit Gutman, modella e attrice israeliana
- 1972 - Chris Higgins, chitarrista statunitense
- 1972 - Todd Lindeman, ex cestista statunitense
- 1972 - Karl Pilkington, conduttore televisivo, conduttore radiofonico e attore britannico
- 1972 - Shim Eun-ha, attrice sudcoreana
- 1972 - Ignat Solzhenitsyn, compositore, direttore d'orchestra e docente russo
- 1972 - Radomír Vašek, ex tennista ceco
- 1972 - Debra Williams, ex cestista statunitense
- 1973 - Brad Beyer, attore statunitense
- 1973 - Trevor Brennan, ex rugbista a 15 e imprenditore irlandese
- 1973 - Al Cisneros, cantante e bassista statunitense
- 1973 - David Dicanot, ex calciatore francese
- 1973 - Jermaine Dupri, rapper e produttore discografico statunitense
- 1973 - Valentino Fois, ciclista su strada italiano († 2008)
- 1973 - Toshihiro Hattori, ex calciatore giapponese
- 1973 - Andrew Johns, triatleta britannico
- 1973 - Yorgos Lanthimos, regista, sceneggiatore e produttore cinematografico greco
- 1973 - René Lohse, ex danzatore su ghiaccio tedesco
- 1973 - Piotr Markiewicz, ex canoista polacco
- 1973 - Martina Nardi, politica italiana
- 1973 - Yasser Nazmi, ex calciatore qatariota
- 1973 - Takanori Nunobe, ex calciatore giapponese
- 1973 - Artim Šakiri, allenatore di calcio e ex calciatore macedone
- 1973 - Beáta Siti, ex pallamanista ungherese
- 1974 - Garth Davis, regista australiano
- 1974 - Richard Edghill, ex calciatore inglese
- 1974 - Cyril Hanouna, conduttore televisivo, conduttore radiofonico e produttore televisivo francese
- 1974 - Matt Hardy, wrestler statunitense
- 1974 - Layzie Bone, rapper statunitense
- 1974 - Félix Mantilla, allenatore di tennis e ex tennista spagnolo
- 1974 - Carles Marco, ex cestista e allenatore di pallacanestro spagnolo
- 1974 - Jan-Pieter Martens, dirigente sportivo e ex calciatore belga
- 1974 - Chiara Montanari, ingegnera italiana
- 1974 - Nathaniel Moran, politico statunitense
- 1974 - Joshua Oppenheimer, regista, sceneggiatore e produttore cinematografico statunitense
- 1974 - Juan Pajuelo, ex calciatore peruviano
- 1974 - Constant Thérésine, calciatore francese
- 1974 - Gyöngyi Zsolnay, ex cestista ungherese
- 1975 - Laurent Batlles, allenatore di calcio e ex calciatore francese
- 1975 - Jaime Bergman, attrice e modella statunitense
- 1975 - Marcus Berrett, giocatore di squash inglese
- 1975 - Matteo Bragantini, politico italiano
- 1975 - Pasquale Colucci, pittore, chitarrista e compositore italiano
- 1975 - Vitalij Eremeev, ex hockeista su ghiaccio kazako
- 1975 - Norbert Ferré, illusionista e direttore artistico francese
- 1975 - Virgil Howe, disc jockey, musicista e produttore discografico britannico († 2017)
- 1975 - Héctor Hurtado, ex calciatore colombiano
- 1975 - Alex Karpovsky, attore, regista e sceneggiatore statunitense
- 1975 - Demetrio Lozano, ex pallamanista e allenatore di pallamano spagnolo
- 1975 - Eric Miller, ex rugbista a 15, allenatore di rugby a 15 e imprenditore irlandese
- 1975 - Frank Ostholt, cavaliere tedesco
- 1975 - Kip Pardue, attore e ex modello statunitense
- 1975 - Walid Regragui, allenatore di calcio e ex calciatore marocchino
- 1975 - Sergej Tetjuchin, ex pallavolista russo
- 1976 - Ismail Ahmad, cestista egiziana
- 1976 - Sarah Blasko, cantautrice e musicista australiana
- 1976 - Catherine Borghi, ex sciatrice alpina svizzera
- 1976 - Faune A. Chambers, attrice e ballerina statunitense
- 1976 - Reza Enayati, allenatore di calcio e ex calciatore iraniano
- 1976 - Danilo Finazzi, ex pallavolista italiano
- 1976 - Stacy Frese, ex cestista statunitense
- 1976 - C.C. Harrison, ex cestista statunitense
- 1976 - Tom Juma Oundo, ex calciatore keniota
- 1976 - Yoshinobu Kanemaru, wrestler giapponese
- 1976 - Tatiana Kavvadia, ex cestista greca
- 1976 - Anya Marina, cantante statunitense
- 1976 - Shion Miura, scrittrice giapponese
- 1976 - Frank Moser, ex tennista tedesco
- 1976 - Sanna-Leena Perunka, biatleta finlandese
- 1976 - Katja Poensgen, pilota motociclistica tedesca
- 1976 - Szhirley, cantante danese
- 1976 - Volodymyr Sydorenko, ex pugile ucraino
- 1976 - Ebrahim Taghipour, ex calciatore iraniano
- 1976 - Crooked I, rapper statunitense
- 1976 - Katarina Čas, attrice slovena
- 1977 - Magomed Aripgadjiev, ex pugile azero
- 1977 - Andrea Bacchetti, pianista italiano
- 1977 - Piero Esteriore, cantante svizzero
- 1977 - Adam Gray, politico statunitense
- 1977 - Bjørnar Johannessen, allenatore di calcio e ex calciatore norvegese
- 1977 - Justin Johnson, allenatore di sci alpino, ex sciatore alpino e ex sciatore freestyle statunitense
- 1977 - Warren Kole, attore statunitense
- 1977 - Aleksandr Misurkin, cosmonauta russo
- 1977 - Luciano Nobili, politico italiano
- 1977 - Fabio Ongaro, ex rugbista a 15 e allenatore di rugby a 15 italiano
- 1977 - Anton Pierre, ex calciatore trinidadiano
- 1977 - Andrew Williams, ex calciatore canadese
- 1977 - Rachael Yamagata, cantautrice statunitense
- 1978 - Roberto Corradini, giocatore di baseball italiano
- 1978 - Frédéric Daquin, ex calciatore francese
- 1978 - Martin Elmiger, ex ciclista su strada svizzero
- 1978 - Ingrid Jacquemod, ex sciatrice alpina francese
- 1978 - Anthony Mackie, attore statunitense
- 1978 - Luis Moreira, ex calciatore ecuadoriano
- 1978 - Pietro Morittu, politico italiano
- 1978 - Keri Lynn Pratt, attrice, modella e ballerina statunitense
- 1978 - Jennipher Rodríguez, modella, showgirl e attrice venezuelana
- 1978 - Christian Schwochow, regista tedesco
- 1978 - Slaven Smiljanić, ex cestista e dirigente d'azienda croato
- 1978 - Gloria Vizzini, politica italiana
- 1978 - Wang Hui, ex calciatore e ex giocatore di calcio a 5 cinese
- 1978 - Parkpoom Wongpoom, regista e sceneggiatore tailandese
- 1978 - Armin Öhri, scrittore liechtensteinese
- 1979 - Refaat Alareer, poeta e attivista palestinese († 2023)
- 1979 - Azrinaz Mazhar Hakim, principessa bruneiana
- 1979 - Patrice Bernier, allenatore di calcio e ex calciatore canadese
- 1979 - Ricky Davis, ex cestista statunitense
- 1979 - Guf, rapper russo
- 1979 - Janelle James, comica e attrice statunitense
- 1979 - Lisa Loven Kongsli, attrice norvegese
- 1979 - Bryant McKinnie, giocatore di football americano statunitense
- 1979 - Norma Nivia, modella e attrice colombiana
- 1979 - Fábio Simplício, ex calciatore brasiliano
- 1979 - Lote Tuqiri, rugbista a 13 e rugbista a 15 australiano
- 1979 - Pavol Vavrik, ex calciatore slovacco
- 1979 - Nicole Whippy, attrice neozelandese
- 1980 - Márton Báder, ex cestista ungherese
- 1980 - Marco Banchini, allenatore di calcio italiano
- 1980 - Neyde Barbosa, pallamanista angolana
- 1980 - Aubrey Dollar, attrice statunitense
- 1980 - Irene Fuhrmann, allenatrice di calcio e ex calciatrice austriaca
- 1980 - Márcio Glad, ex calciatore brasiliano
- 1980 - Jason Manns, cantautore statunitense
- 1980 - Tom Matera, wrestler statunitense
- 1980 - Leonardo Morsut, ex pallavolista italiano
- 1980 - Mattias Nylund, ex calciatore e allenatore di calcio svedese
- 1980 - Sämi Perren, ex sciatore alpino svizzero
- 1980 - Ruggero Razza, politico italiano
- 1980 - Giovanni Roselli, wrestler statunitense
- 1980 - Livio Sciandra, ex mezzofondista italiano
- 1980 - Syu, chitarrista giapponese
- 1980 - Dwight Thomas, ostacolista e velocista giamaicano
- 1980 - Şahin İmranov, pugile azero
- 1981 - Ximena Abarca, cantante e attrice cilena
- 1981 - Nine Antico, fumettista, sceneggiatrice e regista francese
- 1981 - Evan Brewer, bassista statunitense
- 1981 - Dani Cancela, ex calciatore spagnolo
- 1981 - Molly Creamer, ex cestista statunitense
- 1981 - Brandon Victor Dixon, attore, cantante e produttore teatrale statunitense
- 1981 - Robert Doornbos, ex pilota automobilistico olandese
- 1981 - Natalie Horler, cantante tedesca
- 1981 - Kiko Insa, ex calciatore spagnolo
- 1981 - Kendra James, attrice pornografica statunitense
- 1981 - Juan Mendez, ex cestista canadese
- 1981 - Francesca Modica, ex cestista e dirigente sportiva italiana
- 1981 - Petr Musil, calciatore ceco
- 1981 - Saimir Pirgu, tenore albanese
- 1981 - Marcus Popp, pallavolista e giocatore di beach volley tedesco
- 1981 - Helen Richardson, hockeista su prato britannica
- 1981 - Misti Traya, attrice statunitense
- 1982 - Rashad Bell, ex cestista statunitense
- 1982 - Eduardo Costa, ex calciatore brasiliano
- 1982 - Han Han, scrittore, musicista e produttore discografico cinese
- 1982 - Ryūichi Kiyonari, pilota motociclistico giapponese
- 1982 - Dimitrija Lazarevski, ex calciatore macedone
- 1982 - Lee Ha-na, attrice sudcoreana
- 1982 - J.C. Mathis, ex cestista e allenatore di pallacanestro statunitense
- 1982 - Nyls, cantante francese
- 1982 - Jana Ruzavina, schermitrice russa
- 1982 - Shyla Stylez, attrice pornografica canadese († 2017)
- 1982 - Alyssa Sutherland, attrice e modella australiana
- 1982 - Gill Swerts, ex calciatore belga
- 1982 - Tom Tomake, calciatore vanuatuano
- 1982 - Leonard Weaver, ex giocatore di football americano statunitense
- 1983 - Luis Cabral, calciatore paraguaiano
- 1983 - Francesca Cavallo, scrittrice, imprenditrice e drammaturga italiana
- 1983 - Leinier Domínguez, scacchista cubano
- 1983 - Daniel Dąbrowski, velocista polacco
- 1983 - Marco Ghizzoni, scrittore italiano
- 1983 - Märt Israel, discobolo estone
- 1983 - Emma Johansson, ex ciclista su strada e ciclocrossista svedese
- 1983 - Marcelo Melo, tennista brasiliano
- 1983 - Demar Phillips, ex calciatore giamaicano
- 1983 - Carly Piper, nuotatrice statunitense
- 1983 - Silvana Santaella, modella venezuelana
- 1983 - Colin Smith, canottiere britannico
- 1983 - Hok Sochivorn, allenatore di calcio e ex calciatore cambogiano
- 1983 - Ayumi Suzuki, goista giapponese
- 1984 - Uzoma Asagwara, ex cestista e politica canadese
- 1984 - Jan-Ingwer Callsen-Bracker, ex calciatore tedesco
- 1984 - Pete Campbell, ex cestista statunitense
- 1984 - Quinton Day, ex cestista statunitense
- 1984 - Kate French, attrice statunitense
- 1984 - Klaudia Jans-Ignacik, ex tennista polacca
- 1984 - Matej Kazijski, pallavolista bulgaro
- 1984 - Alan Keane, ex calciatore irlandese
- 1984 - Matt Kemp, giocatore di baseball statunitense
- 1984 - Mark Madsen, lottatore danese
- 1984 - Dylan Moscovitch, ex pattinatore artistico su ghiaccio canadese
- 1984 - Gareth Murray, ex cestista e allenatore di pallacanestro britannico
- 1984 - Marilyn Okoro, mezzofondista britannica
- 1984 - Gabriel Peñalba, ex calciatore argentino
- 1984 - Mario Scerbo, attore italiano
- 1984 - Diogo Valente, calciatore portoghese
- 1984 - Evgenija Volodina, supermodella russa
- 1984 - Anneliese van der Pol, attrice e cantante statunitense
- 1985 - Cristian Agnelli, allenatore di calcio e ex calciatore italiano
- 1985 - Antonio Cairoli, pilota motociclistico italiano
- 1985 - Valentina Fabbri, ex cestista italiana
- 1985 - Maki Gotō, cantante, attrice e modella giapponese
- 1985 - Boris Hüttenbrenner, ex calciatore austriaco
- 1985 - Chris Johnson, ex giocatore di football americano statunitense
- 1985 - Cush Jumbo, attrice britannica
- 1985 - Hossein Kaebi, ex calciatore iraniano
- 1985 - Fabian Kauter, schermidore svizzero
- 1985 - Nahomi Kawasumi, calciatrice giapponese
- 1985 - Lukáš Kašpar, hockeista su ghiaccio ceco
- 1985 - Lisa Koop, cestista tedesca
- 1985 - Toni Lindberg, ex calciatore finlandese
- 1985 - Germaine Lindsay, terrorista giamaicano († 2005)
- 1985 - Hasan Minhaj, comico e conduttore televisivo statunitense
- 1985 - Sarah Nambawa, ex triplista ugandese
- 1985 - Oyin Oladejo, attrice nigeriana
- 1985 - Anna Unterberger, attrice italiana
- 1985 - Kraig Urbik, giocatore di football americano statunitense
- 1985 - Nduka Usim, ex calciatore nigeriano
- 1985 - Evi Van Acker, velista belga
- 1985 - Monique Williams, ex velocista neozelandese
- 1986 - Eduarda Amorim, ex pallamanista brasiliana
- 1986 - Anna Charlotte Barbera, attrice e doppiatrice italiana
- 1986 - Paolo Camilli, attore e regista italiano
- 1986 - Anri Chaguš, ex calciatore russo
- 1986 - Martin Cranie, ex calciatore inglese
- 1986 - Kaylee DeFer, attrice statunitense
- 1986 - Flora Diegues, attrice, sceneggiatrice e regista brasiliana († 2019)
- 1986 - Bartosz Frankowski, arbitro di calcio polacco
- 1986 - Shion Hirota, doppiatrice giapponese
- 1986 - Mansur Isaev, judoka russo
- 1986 - Marina Micciulla, pallamanista italiana
- 1986 - Dalila Nesci, politica italiana
- 1986 - Matteo Rasom, ex hockeista su ghiaccio italiano
- 1986 - Matt Shaughnessy, giocatore di football americano statunitense
- 1986 - Shin A-lam, schermitrice sudcoreana
- 1987 - Ogo Adegboye, ex cestista nigeriano
- 1987 - Skylar Astin, attore e cantante statunitense
- 1987 - Raffaele De Vita, calciatore italiano
- 1987 - Gonzalez Germen, giocatore di baseball dominicano
- 1987 - Lupita González, modella messicana
- 1987 - Dawid Janczyk, calciatore polacco
- 1987 - Yū Kobayashi, calciatore giapponese
- 1987 - Manuel León, calciatore guatemalteco
- 1987 - Marcus Sandell, ex sciatore alpino finlandese
- 1987 - Rubenilson dos Santos da Rocha, calciatore brasiliano
- 1987 - Tito Tebaldi, rugbista a 15 italiano
- 1988 - Antonio Allen, giocatore di football americano statunitense
- 1988 - Elisa Cerato, calciatrice italiana
- 1988 - Ryan Crotty, ex rugbista a 15 neozelandese
- 1988 - Bryan Hearne, attore statunitense
- 1988 - Luke Jones, pilota motociclistico britannico
- 1988 - Ryō Kimura, attore giapponese
- 1988 - Geoffrey Lembet, calciatore francese
- 1988 - Simon Lundevall, calciatore svedese
- 1988 - Lisdeyvis Martínez, cestista cubana
- 1988 - Chiukepo Msowoya, calciatore malawiano
- 1988 - Michael Nanchoff, ex calciatore statunitense
- 1988 - Sebastian Rajalakso, calciatore svedese
- 1988 - Julian Reid, triplista e lunghista giamaicano
- 1988 - Adrien Robinson, ex giocatore di football americano statunitense
- 1988 - Kairi Sane, wrestler giapponese
- 1988 - Anthony Straker, ex calciatore grenadino
- 1988 - Yannick Weber, hockeista su ghiaccio svizzero
- 1988 - Cameron Wells, cestista statunitense
- 1988 - Juan Martín del Potro, ex tennista argentino
- 1989 - Khalid bin Hamad Al Khalifa, bahreinita
- 1989 - Sachi Amma, arrampicatore giapponese
- 1989 - A.J. Applegate, attrice pornografica statunitense
- 1989 - Sedat Beriša, calciatore macedone
- 1989 - Abreham Cherkos, mezzofondista e maratoneta etiope
- 1989 - Carl Brave, cantautore, rapper e produttore discografico italiano
- 1989 - Dani Daniels, attrice pornografica statunitense
- 1989 - Martin Dostál, calciatore ceco
- 1989 - Brandon Jennings, ex cestista statunitense
- 1989 - Saleh Khalifa, ex cestista emiratino
- 1989 - Casey Kisses, attrice pornografica statunitense
- 1989 - Aleksandr Lenderman, scacchista statunitense
- 1989 - Ben Mee, calciatore inglese
- 1989 - Kwamain Mitchell, cestista statunitense
- 1989 - Kevin Norwood, giocatore di football americano statunitense
- 1989 - Nate Palmer, giocatore di football americano statunitense
- 1989 - Mara Scherzinger, attrice tedesca
- 1989 - Jaimie Thibeault, pallavolista canadese
- 1990 - Noah Akwu, velocista nigeriano
- 1990 - Marigona Dragusha, modella kosovara
- 1990 - Paul Edingue Ekane, ex nuotatore camerunese
- 1990 - Sabrina Kyle, wrestler canadese
- 1990 - Ardit Shehaj, ex calciatore albanese
- 1990 - Sanjar Shoahmedov, calciatore uzbeko
- 1990 - Delilah, cantautrice britannica
- 1990 - Sui He, modella cinese
- 1990 - Kōsuke Taketomi, calciatore giapponese
- 1990 - Çağatay Ulusoy, attore e modello turco
- 1990 - Diego Viamontes, giocatore di football americano messicano
- 1991 - Dion Acoff, calciatore statunitense
- 1991 - Mohammad Ansari, ex calciatore iraniano
- 1991 - Achmed Bataev, lottatore russo
- 1991 - Zach Fulton, giocatore di football americano statunitense
- 1991 - Jok'Air, rapper francese
- 1991 - Giulio Gazzotti, cestista italiano
- 1991 - Lee Gibson, calciatrice scozzese
- 1991 - Darko Glišiḱ, calciatore macedone
- 1991 - Veronique Hronek, ex sciatrice alpina tedesca
- 1991 - Key, cantante, attore e conduttore televisivo sudcoreano
- 1991 - Philipp Kosta, hockeista su ghiaccio italiano
- 1991 - Nick van der Lijke, ciclista su strada olandese
- 1991 - Haithem Mahmoud, lottatore egiziano
- 1991 - Stephany Mayor, calciatrice messicana
- 1991 - Rod Odom, ex cestista statunitense
- 1991 - Melanie Oudin, ex tennista statunitense
- 1991 - Bakhtiar Rahmani, calciatore iraniano
- 1991 - Noemi Ewa Ristau, sciatrice tedesca
- 1991 - Silvio Torales, calciatore paraguaiano
- 1991 - Kevin Vogt, calciatore tedesco
- 1991 - Zé Vitor, ex calciatore brasiliano
- 1992 - Farshad Ahmadzadeh, calciatore iraniano
- 1992 - Tim Albutat, calciatore tedesco
- 1992 - Linda Angounou, ostacolista e velocista camerunese
- 1992 - Taras Bondarenko, calciatore ucraino
- 1992 - Marco Caminati, giocatore di beach volley italiano
- 1992 - Sambinha, calciatore portoghese
- 1992 - Loïc Chetout, ex ciclista su strada francese
- 1992 - Ángelo Gabrielli, calciatore uruguaiano
- 1992 - Angel Garza, wrestler messicano
- 1992 - Adam Gotsis, giocatore di football americano australiano
- 1992 - Pere Milla, calciatore spagnolo
- 1992 - Josh Mullin, calciatore scozzese
- 1992 - Antonio Nibali, ex ciclista su strada italiano
- 1992 - Rees Odhiambo, giocatore di football americano keniota
- 1992 - Oğuzhan Özyakup, ex calciatore olandese
- 1992 - Josh Pritchard, ex calciatore gallese
- 1992 - Finn Russell, rugbista a 15 britannico
- 1992 - D'Joun Smith, giocatore di football americano statunitense
- 1992 - Jed Steer, calciatore inglese
- 1992 - Iván Sánchez Aguayo, calciatore spagnolo
- 1992 - José Luís Mendes Lopes, calciatore guineense
- 1993 - Aylton Boa Morte, calciatore portoghese
- 1993 - Torrion Brummitt, ex cestista statunitense
- 1993 - Jonathan Calleri, calciatore argentino
- 1993 - Alina Crăciun, ex cestista rumena
- 1993 - Oussama Darfalou, calciatore algerino
- 1993 - Luis Fernández Teijeiro, calciatore spagnolo
- 1993 - Sarah Hildebrandt, lottatrice statunitense
- 1993 - Sam Benjamin Jackson, attore inglese
- 1993 - Duke Johnson, ex giocatore di football americano statunitense
- 1993 - Tanaboon Kesarat, calciatore thailandese
- 1993 - Risako Mitsui, sincronetta giapponese
- 1993 - Mustafa Nadhim, calciatore iracheno
- 1993 - Michela Pesce, calciatrice italiana
- 1993 - Robin Pröpper, calciatore olandese
- 1993 - Marios Stylianou, calciatore cipriota
- 1993 - Greg Tarzan Davis, attore statunitense
- 1994 - Alana Gonçalo da Silva, cestista brasiliana
- 1994 - Bai Lu, attrice cinese
- 1994 - Christof Brandner, ex sciatore alpino tedesco
- 1994 - Wilder Cartagena, calciatore peruviano
- 1994 - Rigino Cicilia, calciatore olandese
- 1994 - Maggie Ewen, pesista, discobola e martellista statunitense
- 1994 - Raúl González, ex calciatore portoricano
- 1994 - Takuya Kida, calciatore giapponese
- 1994 - Louisa Lippmann, pallavolista e giocatrice di beach volley tedesca
- 1994 - Yerry Mina, calciatore colombiano
- 1994 - Tiffany Mitchell, cestista statunitense
- 1994 - Gift Motupa, calciatore sudafricano
- 1994 - Aurora Perrineau, attrice statunitense
- 1994 - Sepideh Qoliyan, giornalista e scrittrice iraniana
- 1994 - Francisco Israel Rivera, calciatore messicano
- 1994 - Federica Tombolato, ex pattinatrice di short track italiana
- 1995 - Jack Aitken, pilota automobilistico britannico
- 1995 - Janbota Aldabergenova, sciatrice freestyle kazaka
- 1995 - Eli Dershwitz, schermidore statunitense
- 1995 - Ettore Gliozzi, calciatore italiano
- 1995 - Rikuto Hirose, calciatore giapponese
- 1995 - Connor Roberts, calciatore gallese
- 1995 - Davinder Singh, calciatore indiano
- 1995 - Isaiah Wilkins, ex cestista e allenatore di pallacanestro statunitense
- 1996 - Mo Adams, calciatore inglese
- 1996 - Kevin Bickner, saltatore con gli sci statunitense
- 1996 - D.J. Chark, giocatore di football americano statunitense
- 1996 - Napheesa Collier, cestista statunitense
- 1996 - Nate Davis, giocatore di football americano statunitense
- 1996 - Lee Hi, cantante sudcoreana
- 1996 - Park Ji-won, pattinatore di short track sudcoreano
- 1996 - Nikola Petković, calciatore serbo
- 1996 - Brayan Rodríguez, calciatore nicaraguense
- 1996 - Evgenij Rylov, nuotatore russo
- 1996 - Ingrid Landmark Tandrevold, biatleta norvegese
- 1996 - Deane Williams, cestista britannico
- 1997 - 1.Cuz, rapper svedese
- 1997 - Tyus Battle, cestista statunitense
- 1997 - Ralph Boschung, ex pilota automobilistico svizzero
- 1997 - Sékou Amadou Camara, calciatore guineano
- 1997 - Rohan Campbell, attore canadese
- 1997 - John Collins, cestista statunitense
- 1997 - Callum Connolly, calciatore inglese
- 1997 - Tyler Cook, cestista statunitense
- 1997 - Stain Davie, calciatore malawiano
- 1997 - Jordan Elliott, giocatore di football americano statunitense
- 1997 - Augusto Fernández, pilota motociclistico spagnolo
- 1997 - Jack Fitzwater, calciatore inglese
- 1997 - Felipe Fritz, calciatore cileno
- 1997 - Murat Fırat, lottatore turco
- 1997 - Collin Johnson, giocatore di football americano statunitense
- 1997 - Richard Križan, calciatore slovacco
- 1997 - Anas Ouahim, calciatore tedesco
- 1997 - Carlos Pineda, calciatore honduregno
- 1997 - Bernhard Raimann, giocatore di football americano austriaco
- 1997 - Giacomo Sgorbati, cestista italiano
- 1997 - Wallisson, calciatore brasiliano
- 1998 - Bruce Anderson, calciatore scozzese
- 1998 - Tevin Brown, cestista statunitense
- 1998 - Facundo Bruera, calciatore argentino
- 1998 - Antony Evans, calciatore inglese
- 1998 - Orest Lebedenko, calciatore ucraino
- 1998 - Francesco Massaro, pallanuotista italiano
- 1998 - Mélanie Meillard, sciatrice alpina svizzera
- 1998 - Solène Ndama, multiplista e ostacolista francese
- 1998 - Valerie Nesbitt, cestista bahamense
- 1998 - Nicholas Paul, pistard trinidadiano
- 1998 - Graham Ritchie, fondista canadese
- 1998 - Joël Schmied, calciatore svizzero
- 1998 - A.J. Terrell, giocatore di football americano statunitense
- 1998 - Jane Wilde, attrice pornografica statunitense
- 1998 - Jack Woolley, taekwondoka irlandese
- 1998 - Nahshon Wright, giocatore di football americano statunitense
- 1999 - Turki Al-Ammar, calciatore saudita
- 1999 - Artemas, cantante britannico
- 1999 - Hicham Boudaoui, calciatore algerino
- 1999 - Jona Efoloko, velocista britannico
- 1999 - Chabalala, calciatore angolano
- 1999 - Mille Gejl Jensen, calciatrice danese
- 1999 - Shaquan Jules, cestista statunitense
- 1999 - Malevy Leons, cestista olandese
- 1999 - Víctor Méndez, calciatore cileno
- 1999 - Rui Andrade, pilota automobilistico angolano
- 1999 - André Anderson, calciatore brasiliano
- 1999 - Amari Rodgers, giocatore di football americano statunitense
- 1999 - Ellie Roebuck, calciatrice inglese
- 1999 - Garly Sojo, cestista venezuelano († 2023)
- 1999 - Terry Taylor, cestista statunitense
- 1999 - Song Yuqi, cantante cinese
- 2000 - Moritz Broschinski, calciatore tedesco
- 2000 - Franco Camargo, calciatore argentino
- 2000 - Frixos Grivas, calciatore greco
- 2000 - Sebastián Guerrero, calciatore uruguaiano
- 2000 - Iyowa, musicista, paroliere e compositore giapponese
- 2000 - Markus Pajur, ciclista su strada, ciclocrossista e mountain biker estone
- 2000 - Mattia Palumbo, cestista italiano
- 2000 - Angelica Parascandolo, calciatrice italiana

## XXI secolo(24)
- 2001 - Ricardo Cardoso, calciatore portoghese
- 2001 - Samuel Kibet, mezzofondista ugandese
- 2001 - Aizanat Murtazaeva, schermitrice russa
- 2001 - Karel Pojezný, calciatore ceco
- 2001 - Oliver Solberg, pilota di rally svedese
- 2002 - Tomáš Frühwald, calciatore slovacco
- 2002 - Thalia Loveira, ginnasta namibiana
- 2002 - Jessica Malsiner, saltatrice con gli sci italiana
- 2002 - Elizaveta Minaeva, nuotatrice artistica russa
- 2002 - Maleah Joi Moon, attrice statunitense
- 2002 - Ștefan Pănoiu, calciatore rumeno
- 2002 - Nohl Williams, giocatore di football americano statunitense
- 2003 - Andrea Adamo, pilota motociclistico italiano
- 2003 - Prince Kwabena Adu, calciatore ghanese
- 2003 - Leonardo Donaggio, sciatore freestyle italiano
- 2003 - Georgie Gent, calciatore inglese
- 2003 - Finn Surman, calciatore neozelandese
- 2003 - Alí Ávila, calciatore messicano
- 2004 - Connor Curran, sciatore freestyle statunitense
- 2004 - Anthony Gonzalez, attore statunitense
- 2004 - Cristian Mihai, calciatore rumeno
- 2004 - Niccolò Pisilli, calciatore italiano
- 2005 - Jobe Bellingham, calciatore inglese
- 2005 - Haruna Rasid Njie, calciatore gambiano